# 关杰
关杰（1939年11月13日—），福建莆田人，生于印度尼西亚，连铸设备专家，中国工程院院士。

## 履历[1]
- 1963年，于北京钢铁学院毕业。
- 1997年，当选中国工程院院士。